# Икнилдская дорога
Икнилдская дорога, Рыкнилдская улица (англ. Icknield Street / Ryknild Street) — римская дорога в Британии, которая начинается от Фосс-уэй в Буртан-он-зе-Вотэ, Глостершир (51°53′17″ с. ш. 1°46′01″ з. д.) и заканчивается в Темплборо в Южном Йоркшире (53°25′05″ с. ш. 1°23′38″ з. д.). Она проходит через Олсетер, Стадли, Реддич, Метчли Форт, Бирмингем, Личфилд и Дерби.

## Название
Исторически дорога называлась Икнилдкая улица, но в XII веке получила название Рыкнилдкая улица, о чём честерский монах Ранульф Хигден написал в своём «Полихрониконе» в 1344 году. В настоящее время используются оба названия в сочетании с определением «улица» для того, чтобы отличать её от более старого одноименного пути, Иклнидского пути (англ.), дороги железного века, ведущей из Норфолка в Дорсет. Сохранённую часть римской дороги можно увидеть в парке Саттон в Бирмингеме.

## Современный маршрут
Большая часть улицы используется современными дорогами, более всего — трассой A38 из Личфилда в Дерби; на многих участках сохранено название «Икнилдская улица», однако не везде это верно.
На участке из Личфилда в Дерби дорога проходит парк Стратт и римский форт парка Стратт; на этой территории сделан ряд керамических находок, хранящихся в Музее и художественной галерее Дерби.